# BRP Domingo Deluana
Le BRP Domingo Deluana (PG-905) est le quatrième navire de la classe Acero de canonnières de patrouille de la marine philippine. Il a été mis en service lors du 125e anniversaire de la marine philippine le 26 mai 2023,.
Il est nommé en l’honneur du sergent Domingo Deluana, PN (Marines), un soldat du Corps des Marines des Philippines, un récipiendaire à titre posthume de la plus haute distinction militaire des Philippines pour courage, la Médaille de la bravoure des forces armées des Philippines.
Le sergent Deluana a servi avec le 9e bataillon de Marines lors de la campagne de 2000 contre le Front Moro islamique de libération. Lors d’une opération militaire à Matanog, Maguindanao, Deluana et l’officier des Marines, le lieutenant Lolinato To-ong, ont effectuaient des tirs de suppression pour couvrir l’évacuation sanitaire de leurs camarades Marines blessés, mais ils ont été eux-mêmes blessés. Malgré leurs blessures, ils ont continué à manœuvrer et à fournir des tirs de couverture jusqu’à ce qu’une explosion de RPG (grenade propulsée par roquette) les atteigne. Le sergent Deluana et le lieutenant To-ong ont été tués au combat.

## Historique
En 2019, la marine philippine a décidé l’acquisition d’une nouvelle classe de patrouilleurs côtiers (CPIC) capables d’être équipées de missiles et basées sur la conception israélienne classe Shaldag V pour remplacer les navires d’attaque rapide de classe Tomas Batillo qui ont été retirées du service,.
Un contrat a été signé entre le Ministère de la Défense nationale, Israel Shipyards Ltd. et le ministère de la Défense israélien le 9 février 2021, et l’avis de procéder a été publié le 27 avril 2021,.
L’utilisation de « PG » dans le numéro de coque indique que les bateaux sont classés comme des canonnières de patrouille, sur la base des normes de classification de dénomination de 2016 de la marine philippine.

## Conception
Cette classe de navires a été conçue pour transporter un canon mitrailleur Mk44 Bushmaster II monté à l’avant, sur la tourelle télécommandée Rafael Typhoon Mk 30-C, et deux mitrailleuses lourdes Browning M2HB de 12,7 mm (calibre .50) montées sur des tourelleaux télécommandés Rafael Mini Typhoon. 
C’est également l’un des rares navires de la classe à ne pas disposer lors de sa mise en service d’un lanceur de missiles Rafael Typhoon MLS-NLOS pour les missiles sol-sol Spike-NLOS, bien que le bateau ait été équipé pour ce lanceur de missiles. Il est prévu d’intégrer une telle arme à l’avenir.
Quatrième bateau de la classe, le Domingo Deluana (PG-905) est arrivé aux Philippines avec son sister-ship le BRP Gener Tinangag (PG-903) le 11 avril 2023, et a été baptisé le 8 mai 2023,.
Par la suite, les deux navires ont été mis en service au sein de la Force de combat littorale le 26 mai 2023, lors du 125e anniversaire de la marine philippine,,.